# El Cimarrón
El Cimarrón är en ort i Mexiko.   Den ligger i kommunen Tierra Blanca och delstaten Veracruz, i den sydöstra delen av landet, 280 km öster om huvudstaden Mexico City. El Cimarrón ligger 169 meter över havet och antalet invånare är 119.
Terrängen runt El Cimarrón är platt, och sluttar brant österut. Runt El Cimarrón är det ganska tätbefolkat, med 70 invånare per kvadratkilometer. Närmaste större samhälle är Cosolapa, 15,8 km sydväst om El Cimarrón. Trakten runt El Cimarrón består till största delen av jordbruksmark.